# تیلاندزیوایده
تیلاندزیوایده (نام علمی: Tillandsioideae) زیرخانواده‌ای از خانواده آناناسیان است. این زیرخانواده بیشترین تعداد گونه را شامل می‌شود (۱٬۲۷۷). اکثر آنها هوازی یا سنگ‌رست هستند، در درختان یا روی صخره‌هایی رشد می‌کنند و آب و مواد مغذی را از هوا جذب می‌کنند.
خزه اسپانیایی از سرده تیلاندزیا نمونه‌ای شناخته شده است. آناناسیان در در سرده‌های گازمانیا و وریزیا بیشتر عضوهایی هستند که در این زیرخانواده کشت می‌شوند.

## توضیحات
تقریباً همه آناناسیان دارای گروه‌های سلولی ویژه‌ای به نام کرک هستند که فلس‌هایی روی شاخ و برگ ایجاد می‌کنند. کرک‌هایی که در تیلاندزیوایده ایجاد می‌شود ممکن است گیاهان را کاملاً بپوشانند تا مانند خزه‌های اسپانیایی خاکستری یا سفید به نظر برسند. کرک‌ها علاوه بر جذب مواد مغذی، ممکن است به‌عنوان عایق گیاه در هوای یخبندان عمل کنند.
گیاهان این گروه حاشیه برگ صاف یا کامل، رنگ و علامت‌گذاری غیرمعمول دارند و برخی از آنها گل‌های معطر تولید می‌کنند. تمام برگ‌های آنها بی‌خار (بدون سلاح) بوده و میوه آنها یک کپسول خشک حاوی بذرهای بالدار است که معمولاً توسط نسیم پخش می‌شود. تل‌های پرمانند بذرها به آنها کمک می‌کند تا به یک مناسب برای جوانه‌زنی بچسبند. این زیرخانواده احتمالاً بیشترین سازگاری‌های ویژه را برای بقا در شرایط بسیار خشک دارد که بسیاری از آنها به عنوان خشکی‌پسند توصیف می‌شوند.

## سرده‌ها
۹ سرده شامل:
| Image | Genus                | Number of living species |
| ----- | -------------------- | ------------------------ |
|       | Alcantarea           | 23 species               |
|       | Catopsis Griseb.     | 18 species               |
|       | Glomeropitcairnia    | 2 species                |
|       | Guzmania Ruiz & Pav. | 207 species              |
|       | Mezobromelia         | 9 Species                |
|       | Racinaea             | 61 species               |
|       | Tillandsia L.        | 609 species              |
|       | Vriesea Lindl.       | 261 species              |
|       | Werauhia J.R.Grant   | 87 species               |